# Amelia (Umbria)
Amelia település Olaszországban, Terni megyében. Lakosainak száma 11 547 fő (2023. január 1.). Amelia Alviano, Attigliano, Avigliano Umbro, Giove, Guardea, Lugnano in Teverina, Montecastrilli, Narni, Orte és Penna in Teverina községekkel határos.

## Népesség
A település népességének változása:
| Lakosok száma | 11 892 | 11 828 | 11 547 |
|               | 2017   | 2018   | 2023   |

## Érdekesség
Terence Hill (eredeti nevén: Mario Girotti) családjának Amelia városában 1974-ig működött a cukrászdája. A fagylaltozó 2017-ben újra megnyílt.
1. ↑  Bő 40 év után újranyitott Terence Hillék családi fagyizója!